# Langues romanes en Afrique

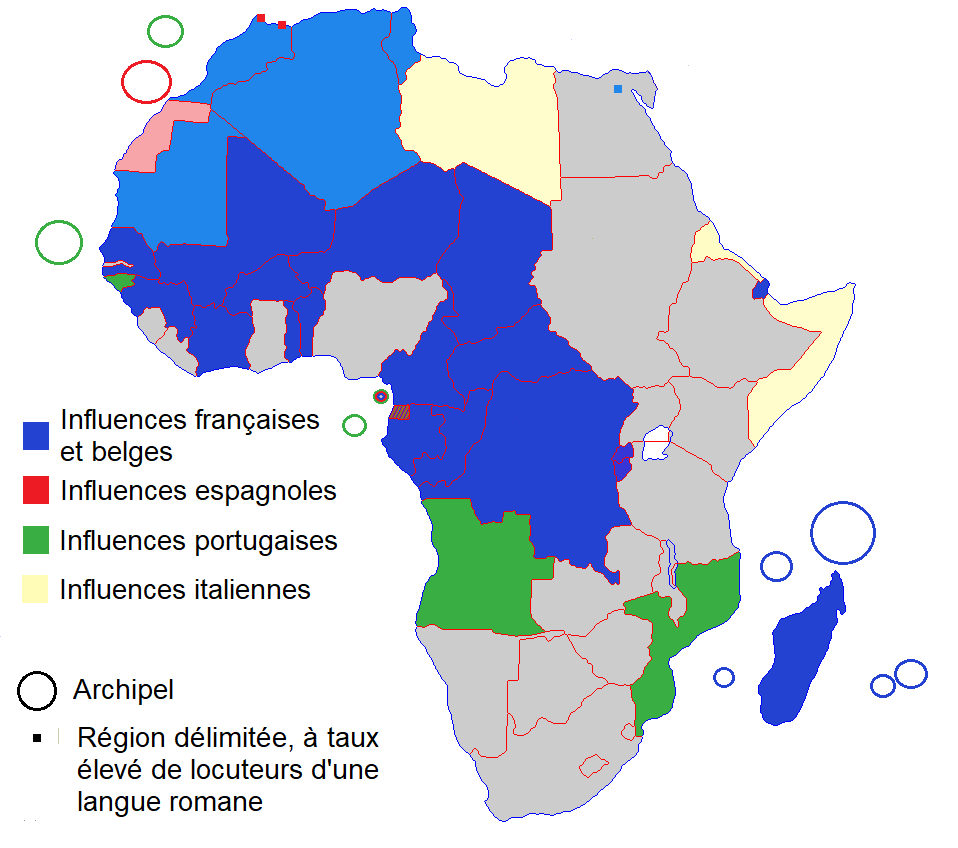
Pays d'Afrique de langue romane.

Les langues romanes en Afrique sont parlées dans environ la moitié des pays du continent. Elles sont principalement héritées de la colonisation de l'Afrique du XVe siècle aux années 1970 par des pays d'Europe latine : la France, le Portugal, l'Espagne, la Belgique et l'Italie. Selon les pays, elles peuvent posséder le statut de langue officielle, ou être utilisées par les institutions sans être officielles. L'Afrique est aujourd'hui le troisième continent présentant le plus de locuteurs de langues romanes dans le monde (après l'Amérique et l'Europe), avec en 2015 plus de 160 millions de personnes capables de s'exprimer dans une langue romane sur une population totale d'environ 1 110 000 000 habitants. Dans chaque pays, l'enseignement de la ou des langues romane(s) officielle(s) ou administrative(s) est souvent obligatoire et contribue à augmenter le nombre de locuteurs à une vitesse remarquable. 
Avant l'époque moderne, le latin a été parlé pendant l'Antiquité dans l'Afrique romaine qui s'étendait du Maroc à la Libye actuels, tandis que l’Égypte romaine parlait le grec. La langue romane d'Afrique, langue proche du sarde et descendant du latin populaire, a été parlée en Afrique du Nord jusqu'à son extinction entre le XIIe et le XIVe siècle.
Le français est la langue romane la plus représentée sur le continent africain, avec 27 pays ayant le français comme langue officielle ou seconde, dont le plus peuplé est la République Démocratique du Congo qui compte près de 100 millions d'habitants en 2022. Ces états constituent l'Afrique francophone. La langue portugaise quant à elle compte, d'après les estimations de 2016, plus de 40 millions de locuteurs, répartis sur les 6 pays de l'ancienne Afrique portugaise.
On compte en Afrique environ deux millions d'hispanophones. Ceux-ci sont concentrés dans les territoires espagnols (Îles Canaries, Ceuta, Melilla et les Plazas de soberanía, « lieux de souveraineté » en espagnol) et en Guinée équatoriale. Au Maroc et au Sahara occidental, certaines populations parlent l'espagnol, mais ces pays sont principalement arabophones, berbérophones et francophones. L'italien est assez peu parlé dans les pays anciennement colonisés par l'Italie (Libye, Erythrée et Somalie) qui lui préfèrent l'arabe, l'anglais et les langues locales.
Les langues romanes ne sont généralement pas les langues maternelles des populations, qui continuent majoritairement de parler des langues africaines. D'après le linguiste congolais Musanji Ngalasso-Mwatha, cela empêche de considérer ces pays comme une « Afrique latine » qui ferait pendant à l'Amérique latine.

## États ayant le français pour langue officielle ou seconde
- Bénin
- Burkina Faso
- Burundi
- Cameroun
- Comores
- Côte d'Ivoire
- Djibouti
- Gabon
- Guinée
- Guinée équatoriale
- Madagascar
- Mali
- Niger
- République centrafricaine
- République démocratique du Congo
- République du Congo
- Rwanda
- Sénégal
- Seychelles
- Tchad
- Togo
- Algérie
- Maroc
- Maurice
- Mauritanie
- Tunisie
- France : les territoires français de l'île de La Réunion et de Mayotte.

## États ayant le portugais pour langue officielle ou seconde
- Angola
- Cap-Vert
- Guinée-Bissau
- Guinée équatoriale
- Mozambique
- Sao Tomé-et-Principe
- Portugal : les territoires portugais de l'archipel de Madère.

## États ayant l'espagnol pour langue officielle ou seconde
- Guinée équatoriale
- Sahara occidental
- Maroc : encore utilisé dans le nord du Maroc, dans les zones faisant autrefois partie du Protectorat espagnol au Maroc, notamment dans les régions actuelles de Tanger-Tétouan, Taza-Al Hoceima-Taounate, Oriental (Maroc) et Gharb-Chrarda-Beni Hssen, mais aussi au Sud-Ouest dans l'ancienne province espagnole d'Ifni, située dans l'actuelle région de Guelmim-Es Semara.
- Espagne : les villes autonomes espagnoles de Ceuta et Melilla situées sur la côte nord-ouest, enclavées entre le Maroc et la Mer Méditerranée, ainsi que l'archipel des  Îles Canaries.

## Organisations internationales
- Union latine
- Organisation internationale de la francophonie
- Communauté des pays de langue portugaise